# 異常潮位
異常潮位（いじょうちょうい）とは、数十日単位で発生する潮位の異常のこと。潮汐、高潮、津波とは別の現象。
原因がはっきりとわからない潮位の異常を指す異常潮の一種にも分類される。異常潮にはもう1つ、数分～数十分周期で起こる副振動というものがある。

## メカニズム
海流の変動や暖水渦が直接の原因である。直接的には、海流の変動によるものであるが、その原因は不明な点が多い。
暖水渦とは、渦上の海流を伴って回転している、周囲よりも海水温の高い領域である。直径は100～500kmで、ふつう、北半球では時計回り、南半球では反時計回りに回転している。この渦の領域は、周囲よりも海水面が数十cm高くなる。
渦の回転のメカニズムとして、まず何らかの原因によって直径数百kmの範囲で海水面が高くなり、これを解消しようと周囲に向かって海水が流れ出す。このとき、規模が大きいために流れがコリオリの力を受けて、高気圧と同じように時計回りに傾きながら、周囲に向かって流れ出す。
これと逆に、冷水渦というものも存在する。これはふつう、北半球では反時計回り、南半球では時計回りをしている。海水面は低く、暖水渦とは逆に周囲から海水が流れ込んでいる。ただし、オホーツク海で発生した冷水渦は、塩分濃度が低いため海面が高くなり、時計回りになる。
こういった渦は、海流に乗って移動する。日本の太平洋沿岸で多く発生し、特に本州東方沖では親潮と黒潮がぶつかるため、多数の暖水渦や冷水渦が混在することがある。

## 被害
異常潮位の発生により、数日から数十日の間、潮位が底上げされる。これに満潮、大潮、低気圧や台風による潮位上昇などが重なると、通常よりも潮位が高くなり、高潮が発生することがある。
主に夏の終わりから秋になると、太平洋岸で暖水渦に伴う異常潮位によって被害が発生することがある。2001年7月上旬から9月上旬にかけて沖縄本島沿岸で発生した異常潮位では、平均潮位が20cm以上底上げされ、大潮に当たる7月21日～23日、8月19日～22日の満潮時刻ごろに、高潮被害が各地で発生した。
また、強い渦を持っているため、漁場を丸ごと移動させてしまい、漁に影響を与えることがある。